# Marco Formentini (político)
Marco Formentini (La Spezia, 14 de abril de 1930-Milán, 2 de enero de 2021) fue un político italiano.

## Trayectoria
Formó parte de la Liga Norte, luego de los demócratas y finalmente de La Margarita. Durante su juventud fue miembro del Partido Socialista Italiano.
Después de ser miembro del Parlamento italiano de 1992 a 1993, y luego del Parlamento Europeo (1994-2004), fue alcalde de Milán de 1993 a 1997. 
En 1999 fue elegido por segunda vez al Parlamento Europeo. Poco después de las elecciones, pasó a formar parte de los demócratas de Romano Prodi.

## Fallecimiento
Falleció el 2 de enero de 2021 a los noventa años.